# Hypsilurus binotatus
Hypsilurus binotatus är en ödleart som beskrevs av Meyer 1874. Hypsilurus binotatus ingår i släktet Hypsilurus och familjen agamer. IUCN kategoriserar arten globalt som livskraftig. Inga underarter finns listade i Catalogue of Life.
Arten förekommer på Nya Guinea, på Moluckerna och på andra öar i regionen. Den vistas i regnskogar i låglandet eller i låga bergstrakter upp till 1000 meter över havet.